# Вуншпунш
«Ву́ншпунш» (нім. Wunschpunsch, дослівно укр. Пунш бажань) — мультсеріал за мотивами казки Міхаеля Енде «Диявольськигеніальноалкогольний пунш бажань» (нім. Der satanarchäolügenialkohöllische Wunschpunsch) спільного виробництва Saban International Paris та CinéGroupe, що виходив у 2000—2001 роках.

## Назва
Назва книги, на якій засновано мультсеріал, в українському перекладі має вигляд «Диявольськигеніальноалкогольний пунш бажань». Проте переклад вийшов у 2017 році, набагато пізніше трансляцій мультсеріалу.
Оригінальна німецька назва книги «Satanarchäolügenialkohöllisch» є словом-портмоне зі слів «Satan» (Сатана), «Anarchie» (анархія), «Archäologie» (археологія), «Lüge» (неправда), «genial» (геніальний), «Alkohol» (алкоголь) і «höllisch» (пекельний). Така комбінація призвела до того, що у всіх іноземних перекладах в назві книги ніколи не використовувався оригінальний порядок слів.

## Сюжет
У мультсеріалі йде мова про кота Мауріціо і ворона Якоба — двох фамільярів, чаклунів Бубонника і його тітки Тиранії. Чаклуни намагаються накласти різні закляття на мирний Мегалополіс і працюють на лиходія Маледіктуса, поєднуючи свої чаклунські сили. Однак, якщо закляття перервати протягом семи годин, вони припиняють діяти. Чаклуни не підозрюють, що Мауріціо і Якоб — це шпигуни «Ради тварин», послані для того, щоб захистити жителів Мегалополіса. Саме завдяки Мауріціо і Якобу, які переривають закляття, у чаклунів нічого не виходить і жителі міста можуть жити в безпеці до їхньої чергової витівки. Після кожного провалу чаклуни отримують покарання від Маледіктуса, після чого змушені створювати нові закляття, але також безрезультатно.

## Персонажі

Бубонник Ірвітцер та Тиранія Вампадур

### Головні герої
Бубонник Ірвітцер — чаклун, племінник Тиранії Вампадур, господар кота Мауріціо. Завжди ходить у синьому плащі, погнутому ковпаку того ж кольору, білій сорочці і темних штанях, зовнішній вигляд міняє вкрай рідко. Одним з повторюваних епізодів є те, що Бубонник намагається створити засіб для вирощування волосся, але майже безуспішно — або засіб не діє, або що-небудь заважає його застосувати. Відрізняється невмінням поводитися з технікою. В книзі його звати Вельзевул Домовикус.
Тиранія Вампадур (англ. Tyrannja Vamperl) — чаклунка, тітка Бубонника , господиня ворона Якоба. Також обожнює свого фамільяра і щиро про нього піклується. Але в іншому — повна протилежність Бубонника: відрізняється пристрастю до екстравагантного вигляду, а також застосовування хитромудрих технологій (навіть її пудрениця автоматична). Вважає себе «найдосконалішою істотою».
Мауріціо ді Мауро (нім. Maurizio di Mauro) — кіт Бубонника. Обраний Радою тварин для шпигунства за чаклунами і розсіювання їхніх чарів. Характерна риса — схильність часто і багато їсти, але це не заважає йому виконувати свої обов'язки. За власним твердженням, є нащадком лицарів (що в підсумку підтверджується в серії «Углиб століть»). 
Якоб Кракель (англ. Jakob Krakel) — ворон Тиранії. Аналогічно коту Мауріціо, обраний Радою тварин для шпигунства за чаклунами і розсіювання їхніх чарів. Вельми буркотливий, але добродушний; часто переносить Мауріціо у повітрі. Не зважаючи на те, що страждає ревматизмом, на диво добре катається на лижах і ковзанах.
Маледіктус Маггот (англ. Maledictus Maggot) — злий чаклун, посланець із пекла, схожий на жабу. Він наказує чаклунам проклясти Мегалополіс і щоразу, коли має нове завдання, з'являється з найнесподіваніших місць. У більшості випадків чаклуни діють за його наказом. Маледіктус вразливий до чаклунства: в серії «Інспектор Магог» Бубонник і Тиранія навмисне його зачаровують, а в епізоді «Сила тяжіння» дія закляття випадково поширюється і на нього. Майже щоразу після невдачі перетворює чаклунів у що-небудь пов'язане із суттю їхнього закляття або поміщає в неприємну ситуацію. У німецькому оригіналі цей персонаж не має імені та зветься - Його Пекельна Високість (нім. Seine Höllische Exzellenz). 
Тітонька Ноя — стара черепаха, яка живе в зоопарку. Голова Ради тварин. За допомогою загадок підказує Мауріціо і Якобу, як врятувати місто від заклять чаклунів. Однак, вразлива до чаклунства — два рази їм доводиться шукати вихід практично без її допомоги.

### Другорядні

Мауріціо ді Мауро та Якоб Скрібл

Сім'я Козі — сім'я звичайних людей, що живуть по сусідству з чаклунами. Складається з батька, матері (їхні імена ані разу не називаються) та їхніх дітей: дівчинки-підлітка Келлі і хлопчика Кіпа. Разом з іншими жителями Мегалополіса найчастіше зазнають дії чаклунства Тиранії та Бубонника. Добре знають кота Мауріціо, бо Кіп любить із ним грати. 
Барбара Блаббер — відома журналістка в Мегалополісі. Характерна риса — надмірний догляд за собою і турбота про власну зовнішність. 
Мер Блафф — мер Мегалополіса. Егоїстичний і дещо боягузливий, недолюблює Барбару Блаббер.
Оукфудт — пес, що служить в пожежному відділенні Мегалополіса. Оукфудт іноді допомагає Якобу і Мауріціо виплутуватися зі складних ситуацій. 
Міс Візар — секретарка мера Блафф. 
Ворон — молода ворона, дівчина Якоба.
Рада Тварин — тварини-помічники тітоньки Ної. До складу входять: Коза і Свиня (з 1 серії), а також Левиця і Мавпа (з 2 серії). 
Місіс Магог — дружина Магога (2 сезон, 1 і 26 серія). Відрізняється від нього бежевою шкірою і антенами у вигляді сердець. Дуже любить чоловіка та смачно готує.
Зубастик Мухоїд — улюблена кімнатна рослина Бубонника.

## Сезони
| Сезон | Епізоди | Епізоди | Оригінальний показ | Оригінальний показ |
| Сезон | Епізоди | Епізоди | Перший показ       | Останній показ     |
| ----- | ------- | ------- | ------------------ | ------------------ |
| 1     | 26      | 26      | 2000               | 2000               |
| 2     | 26      | 26      | 2001               | 2001               |

## Цікаві факти
Мультсеріал має дві вступні заставки — одна була зроблена для німецької версії, друга — для англійської та французької, причому обидві не є нарізкою кадрів з серіалу, а спеціально створеним відеорядом. Англійська версія була зроблена на основі французької зі зміною порядку відеоряду.
26 серія «Коли збуваються мрії» є, фактично, стислим переказом книги, але має зовсім інший фінал.